# Lac Hubbard
Lac Hubbard är en sjö i Kanada.   Den ligger i regionen Côte-Nord och provinsen Québec, i den östra delen av landet, 1 300 km nordost om huvudstaden Ottawa. Lac Hubbard ligger 471 meter över havet. Arean är 15,5 kvadratkilometer. Den sträcker sig 6,0 kilometer i nord-sydlig riktning, och 6,6 kilometer i öst-västlig riktning.
Trakten runt Lac Hubbard är nära nog obefolkad, med mindre än två invånare per kvadratkilometer.